# Eli Ricks
Elias Ricks (Rancho Cucamonga, 26 settembre 2001) è un giocatore di football americano statunitense che milita nel ruolo di cornerback per i Philadelphia Eagles della National Football League (NFL).

## Carriera
Al college Ricks giocò a football a LSU (2020-2021) e ad Alabama (2022). Dopo non essere stato scelto nel Draft NFL 2023 firmò con i Philadelphia Eagles il 5 maggio 2023. Il 29 agosto 2023 fu annunciato che sarebbe entrato a fare parte dei 53 uomini del roster per l'inizio della stagione regolare. Nella sua prima stagione fece registrare 19 tackle e 3 passaggi deviati in 16 presenze, nessuna delle quali come titolare. L'anno seguente disputò tutte le 17 partite e a fine stagione conquistò il suo primo titolo con la vittoria degli Eagles sui Kansas City Chiefs per 40–22 nel Super Bowl LIX.

## Palmarès
- Super Bowl : 1

Philadelphia Eagles: LIX
- National Football Conference Championship: 1

Philadelphia Eagles: 2024